# Пертоминськ
Пертоминськ (рос. Пертоминск) — селище в Приморському районі Архангельської області Російської Федерації.
Населення становить 322 особи. Входить до складу муніципального утворення Пертоминське поселення.

## Історія
Від 2004 року входить до складу муніципального утворення Пертоминське поселення.

## Населення
| 2002 | 2006 | 2009 | 2010 | 2012 |
| ---- | ---- | ---- | ---- | ---- |
| 365  | ↗394 | ↘338 | ↘252 | ↗322 |